# Passaloecus corniger
Passaloecus corniger är en stekelart som beskrevs av William Edward Shuckard 1837. Passaloecus corniger ingår i släktet Passaloecus, och familjen Crabronidae. Arten är reproducerande i Sverige.